# Ghessé hayé kish
Ghessé hayé kish è un film a episodi del 1999 diretto da Abolfazl Jalili, Mohsen Makhmalbaf e Naser Taghvai.
Il film è diviso in 3 episodi, diretti rispettivamente da Abolfazl Jalili The Ring, Mohsen Makhmalbaf The Door e Naser Taghvai The Greek Boat.